# Viișoara Mică
Viișoara Mică – wieś w Rumunii, w okręgu Botoszany, w gminie Viișoara. W 2011 roku liczyła 526 mieszkańców.